# Cruis'n Velocity
Cruis'n Velocity è un simulatore di guida sviluppato da Graphic State e pubblicato da Midway Games per la console portatile Game Boy Advance nel 2001, è il quarto capitolo della serie Cruis'n nonché il primo a non essere preceduto da una rispettiva versione arcade. Il titolo presenta uno stile di gioco leggermente differente dai predecessori, fa uso dello stesso motore grafico di Dark Arena, uno sparatutto in prima persona anche esso sviluppato da Graphic State, il quale serve per dare alla grafica un effetto pseudo-3D.

## Modalità di gioco
A differenza dei precedenti giochi della serie in cui bisognava guidare una macchina su percorsi a senso unico basati su luoghi reali evitando i pericoli come il traffico ed i lavori in corso, il giocatore viaggia attraverso un grande ambiente gareggiando con una delle undici autovetture disponibili evitando di andare a sbattere contro i muri. Sono presenti quattordici circuiti, i medesimi apparsi in Cruis'n Exotica. 
Inoltre è presente un nuovo sistema di spinta che si può attivare premendo il tasto del gas per due volte consecutive; in aggiunta ad un'opzione che permette di visualizzare o meno un sistema di danneggiamento del veicolo, il quale non è altri che una barra che mostra quanti danni ha subito il mezzo nell'andare incontro a vari ostacoli.
Il giocatore può scegliere fra tre differenti tipi di gara: Cruis'n Cup, che dà la possibilità di sbloccare nuovi percorsi e veicoli, Campionato, nel quale i partecipanti devono ottenere il maggior numero di punti e Freestyle, dove l'obiettivo è quello di percorrere i circuiti nel minor tempo possibile ottenendo così il record del tracciato.
La modalità multigiocatore, possibile tramite un Game Link Cable per Game Boy Advance, consente di giocare fino ad un massimo di tre persone. I progressi non possono essere salvati in automatico ma per farlo occorre utilizzare un sistema di password.

## Accoglienza
| Testata                          | Giudizio |
| -------------------------------- | -------- |
| Metacritic (media al 18-03-2020) | 53/100   |
| AllGame                          | [ 6 ]    |
| CVG                              | 5/10     |
| Game Informer                    | 4.5/10   |
| GameZone                         | 5.7/10   |
| IGN                              | 6/10     |
| Nintendo Power                   | [ 10 ]   |
| Nintendo World Report            | 3/10     |

Cruis'n Velocity ha ricevuto recensioni miste da parte del sito web aggregatore di recensioni Metacritic.
Craig Harris di IGN ha definito il gioco come "Un po' divertente" per quanto riguarda le differenti modalità di gioco, criticando però il sistema delle collisioni, i bug che bloccano il gioco, l'utilizzo del sistema di password e dell'intelligenza artificiale. Il recensore ha anche osservato che il gioco è significativamente meno esagerato rispetto ai suoi predecessori arcade. Il motore grafico in stile Doom fu criticato da Skyler Miller di AllGame, il quale lo chiamò "Brutto e lento" paragonato a Mario Kart Super Circuit, il quale faceva uso del ridimensionamento delle immagini per dare un effetto pseudo-3D. Nintendo Power lo definì "Un gioco di corse così così".